# 第221步兵師 (德國國防軍)
德國國防軍陸軍第221步兵師（德語：221. Infanterie-Division）是納粹德國國防軍陸軍的一個步兵師。該師於1939年8月組建。
該師組建後，首次作戰為參與1939年9月的入侵波蘭行動。1940年，該師參與入侵法國行動。
該師最後於1941年解散。

## 註腳
1. ↑  Mitcham（2007年）